# Monastère Saint-Sauveur-de-Chirac
Pour les articles homonymes, voir Église Saint-Sauveur.
Le monastère Saint-Sauveur-de-Chirac était un monastère bénédictin puis jésuite fondé au XIe siècle à proximité de Chirac. Il a donné son nom à la localité où il se trouve, Le Monastier, et est situé dans le département français de la Lozère, sur la commune du Monastier-Pin-Moriès. Il a été actif jusqu'à la Révolution française. Il ne reste principalement de ce monastère que l'église Saint-Sauveur-de-Chirac, devenue Monument historique par arrêté du 10 avril 1931. Cette église est devenue, à la suite de la disparition du monastère, l'église paroissiale.
C'est dans ce monastère que Guillaume de Grimoard a fait son noviciat, il a ensuite été abbé de Saint-Victor-de-Marseille, puis élu pape sous le nom d'Urbain V.

## Histoire

### Origine

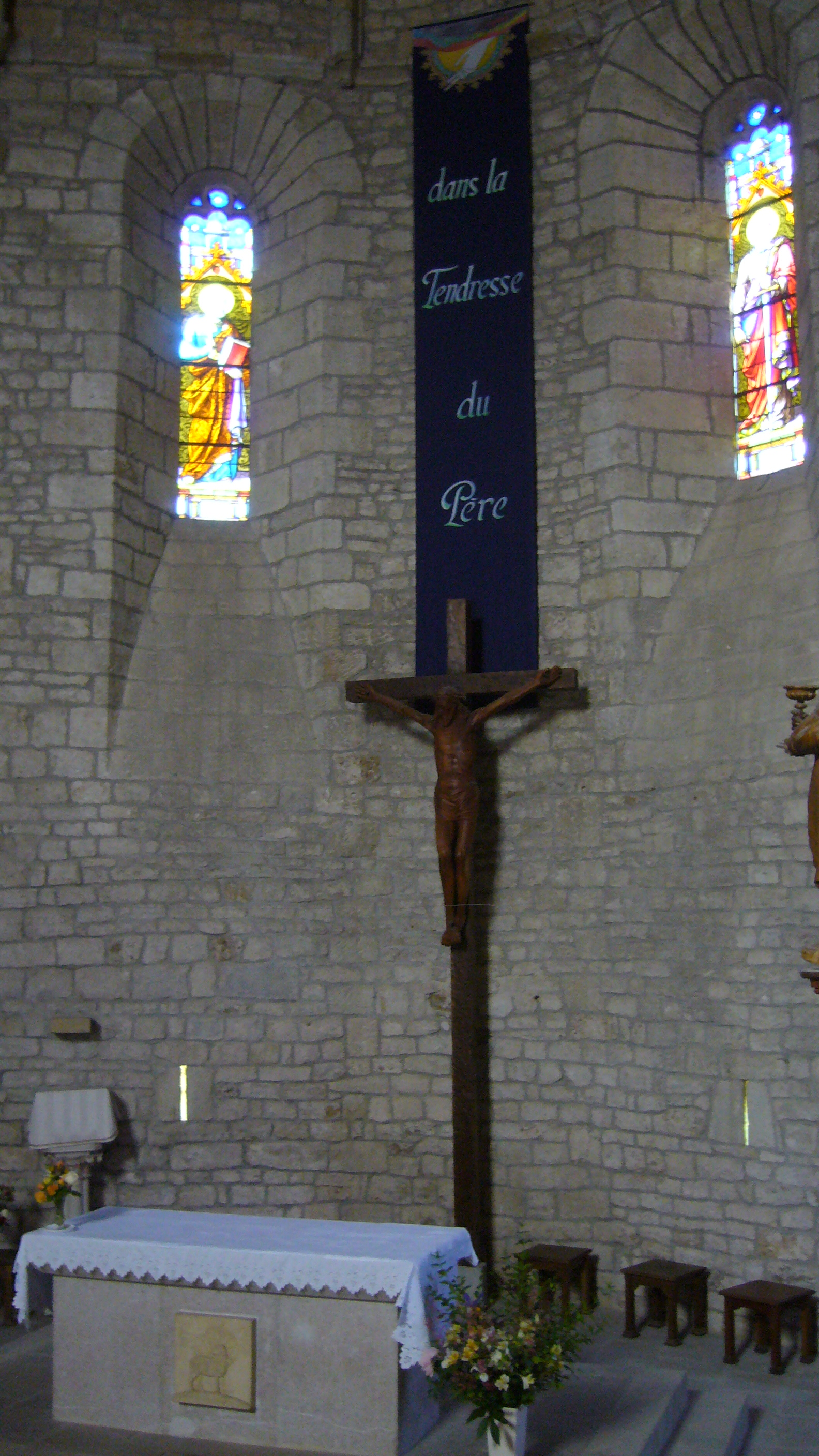
Le chœur et les vitraux des saints Pierre et Paul.

C'est vers l'an 1060 que l'évêque de Mende, Aldebert Ier de Peyre, et son frère Astorg Ier baron de Peyre décident de fonder un monastère sur leur terre de Peyre. Ce monastère qui porte alors le nom de « Saint-Sauveur-du-Monde-lèz-Chirac », est établi à peu de distance de Chirac, qui est l'une de leurs possessions. Le 16 mars 1062, ils rendent hommage pour leur monastère auprès de l'abbaye Saint-Victor de Marseille. Une hypothèse explique que le monastère aurait d'abord été construit plus près de Chirac, mais, ravagé par une inondation, il aurait été déplacé à sa place actuelle en 1090. Cette hypothèse n'a cependant pas été prouvée
Le monastère est achevé en 1072, puis c'est vers 1090 qu'est construit le couvent par des moines bénédictins, ainsi qu'une église primitive. Ils sont d'abord 12 moines affectés au monastère, en provenance de l'abbaye de Saint-Victor de Marseille. La consécration de l'église se fait par le pape Urbain II en 1095, en présence du cardinal Richard de Millau-Gévaudan, abbé de Saint-Victor de Marseille. C'est sans doute cette année-là qu'Aldebert Ier de Peyre meurt. Après son épiscopat, il fut lui-même moine de Saint-Sauveur où il s'était retiré.
Entretemps, en 1074, Robert de Saint-Urcize et son frère Bernard, font don au monastère des églises de Nasbinals et de Saint-Urcize, ainsi que de possessions sur l'Aubrac. En 1091, les seigneurs de Montrodat, vassaux des Peyre, donnent au monastère l'église Sainte-Marie de Coulagnet (près Marvejols).
Au cours de son épiscopat, durant le XIIe siècle, l'évêque de Mende, Aldebert III du Tournel, a plusieurs fois contesté leurs possessions aux moines de Saint-Victor, mais ne put s'emparer de leurs biens. Une bulle pontificale émise entre 1096 et 1099 avait, en effet, exempté le monastère de la juridiction épiscopale.
À partir de 1110-1120, on assiste à un désengagement progressif de la famille de Peyre, qui avait jusque-là beaucoup donné au monastère, et où plusieurs de ses membres avaient fini leurs jours. L'essentiel du patrimoine du monastère s'est constitué avant cette date.

### La prospérité et les guerres
Le monastère possède plusieurs domaines. Parmi eux, on retrouve le château du Buisson, cédé par le baron Astorg de Peyre en 1235 à son oncle Aldebert, prieur du monastère. Ce sont, sans doute, les moines qui introduisirent dans la région la culture de la vigne et du safran. Le village du Monastier s'est alors peu à peu construit autour du monastère.
Au XIIIe   et   XIVe siècle, des personnages, issus de familles importantes du Gévaudan, vont influencer la vie de ce monastère. Le comtor, Bérenger de Montferrand, se rapproche de ce monastère lorsque, son fils, Anglic de Montferrand - frère de Raimon de Montferrand, qui lui succédera et d’Amphélise de Montferrand, qui épousera Guillaume 2e Grimoard - entre en ses murs. Ces derniers sont les parents de Guillaume 3e Grimoard, futur pape Urbain V. Anglic de Montferrand en deviendra prieur vers 1330. Il y accueille son neveu, Guillaume 3e Grimoard, après avoir complété son instruction, l’a placé sous l’autorité de l’abbaye mère de Marseille, afin qu’il puisse parfaire ses études à Montpellier, puis Toulouse. Guillaume viendra prononcer ses vœux religieux à Chirac.
Mais en cette deuxième moitié du XIVe siècle le Gévaudan subit les destructions de la guerre de Cent Ans. En effet, le traité de Brétigny, en 1360, a fait du Rouergue voisin une terre anglaise. Les Anglais occupent donc toute la frontière à l'ouest du pays, et les grandes compagnies font de fréquentes incursions en Gévaudan. En 1361, ils ravagent Chirac et le Monastier. Ils pillent alors le monastère à la recherche d'or et de bijoux.
Urbain V prend alors à sa charge les réparations. Il en profite peut-être pour l'agrandir et l'aménager. On lui attribue par exemple la construction des galeries au-dessus des bas-côtés. Mais surtout, c'est lui qui fait construire une tour et des fortifications entre 1366 et 1368. Cette tour était établie près du chevet de l'église.
Ces fortifications ont servi d'abris durant deux siècles plutôt pacifiques. Mais, consécutivement au massacre de la Saint-Barthélemy, le capitaine huguenot Matthieu Merle et ses troupes ravagent le pays. Ils s'emparent du Monastier en 1583. Le monastère est alors brûlé et l'église en grande partie démolie. Parmi les moines, le frère Lavigne est tué, les autres ont fui les lieux ou ont trouvé refuge. À leur retour au monastère, ils s'installent dans la tour, qui demeure alors le seul endroit habitable. Ils en seront rapidement chassés par les moines du collège royal de Rodez, nouveaux propriétaires des lieux, qui ont décidé de détruire cette tour.

### Le monastère aux Jésuites
En effet, depuis 1576, le monastère a commencé à changer de mains, passant de l'ordre de Saint-Benoît et l'abbaye Saint-Victor de Marseille à la compagnie de Jésus et le collège royal de Rodez. C'est en cette année 1576, le pape Grégoire XIII unit le monastère au collège royal. Le roi Henri III de France ratifie l'acte en 1578, mais l'abbaye mère de Saint-Victor s'y oppose. L'acte final de la transaction est signé en 1580 et Saint-Victor obtient du collège royal qu'il pourvoie à l'entretien des moines.
Cependant, il n'en fut rien. En effet, le premier acte des jésuites fut de détruire la tour où les moines avaient trouvé refuge. Ainsi privés de toit, les moines durent quitter le monastère, soit pour rejoindre leur famille, soit pour l'errance, ou encore pour se tourner vers la religion réformée. En 1587, les jésuites obtiennent du pape Sixte-Quint qu'ils puissent jouir des revenus du monastère, ce qui était la condition pour qu'ils réparent le couvent. L'évêque de Mende, l'abbé de Saint-Victor et le baron de Peyre se sont bien attaqués à cette décision, mais ils furent déboutés par le parlement de Toulouse en 1602.
Sous l'administration des Jésuites, le couvent comme l'église sont reconstruits et modifiés.
La compagnie de Jésus est dissoute en 1775. Le collège royal de Rodez est alors détenu par des prêtres séculiers, qui conservent leurs droits sur le monastère du Saint-Sauveur.

### Depuis la Révolution française
À la Révolution française, le monastère est vendu comme bien national. Quelques années plus tard, il est acheté par l'abbé Serre qui y installe une école.
L'église est quant à elle devenue l'église paroissiale, faisant suite au Concordat signé en 1801 entre le pape Pie VII et du premier consul Napoléon Bonaparte

## L'église actuelle

### Historique

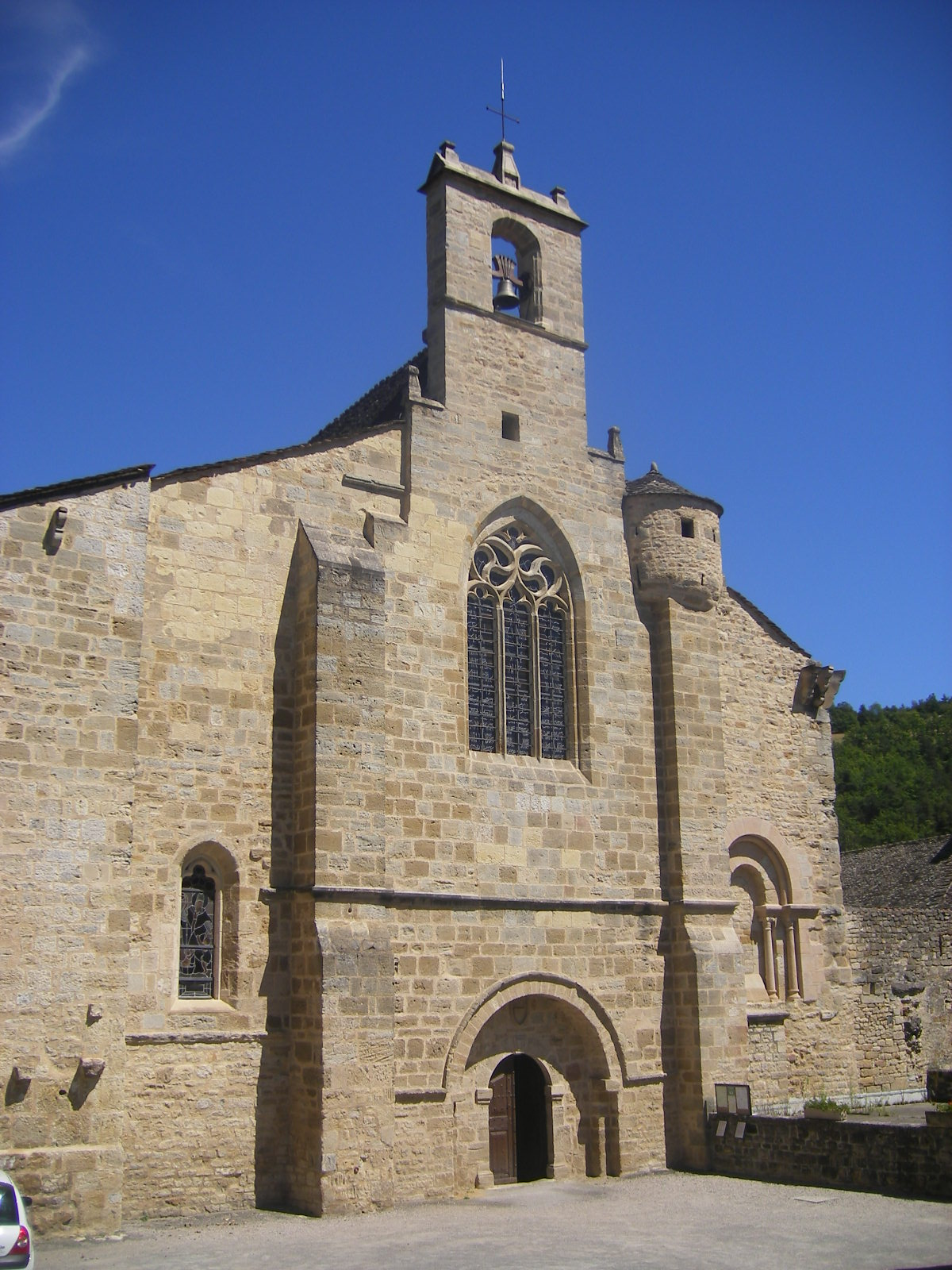
L'église paroissiale Saint-Sauveur-de-Chirac.

L'église primitive a été construite entre 1090 et 1095 et a été consacrée cette année-là en présence du pape Urbain II. Elle a subi les affres de la guerre de Cent Ans et des grandes compagnies. Sa façade et son chevet d'origine ont été détruits en 1381. Au XVIe siècle, l'église est à nouveau ravagée, par les guerres de religion. Les nouveaux propriétaires de la compagnie de Jésus font les réparations. Ainsi ils refont la voûte de la grande nef. Ils transforment ensuite l'abside, détruite, en la première travée. Enfin ils font graver le monogramme des jésuites, J.H.S. pour « Jésus des Hommes le Sauveur ».
En 1801, elle devient alors l'église paroissiale, grâce à l'accord entre le premier consul Bonaparte, et le pape Pie VII.

### Plan général

Plan de l'édifice.

L'église présente une forme presque carrée. Les deux collatéraux sont de largeur inégales. En effet, le collatéral droit, dans le sens de l'entrée, est plus étroit que celui de gauche.
Il existe huit contreforts extérieurs, quatre au nord, et quatre au sud. L'extérieur présente encore des traces des fortifications du monastère, comme la grande rainure d'où descendait la herse.
Contre le bas-côté sud, il existe un escalier, qui donne accès à une petite tribune de pierre. C'est par là qu'il était possible d'accéder à la tour détruite, édifiée par Urbain V. On peut, depuis, atteindre le clocher.

### Mobilier et éléments intérieurs
La chaire de pierre sculptée date de 1726, alors que les chapiteaux, eux aussi sculptés sont bien plus anciens.
L'église dispose d'un très ancien reliquaire, mais dont l'origine est très incertaine. Il se pourrait qu'il s'agisse de celui offert par Urbain V à l'église de Fraissinet-de-Lozère, qui a disparu, mais rien ne le prouve. Ce reliquaire figure, par ailleurs, parmi les objets classés monuments historiques.

### Le portail
Le portail est de style roman. Il est voûté en plein cintre et est décoré d'une voussure au motif feuillagé. Les armes des Grimoard, que Le Monastier a d'ailleurs employées comme blason communal, surmontent le tout. Elles se blasonnent : De gueules, au chef émanché de quatre pièces d'or. Au-dessus du portail, on retrouve donc le plus important des vestiges des fortifications, la rainure d'où descendait la herse.

### Le chœur
Le chœur est orné de deux vitraux, l'un représentant saint Pierre et l'autre saint Paul. On trouve dans le chœur des meurtrières, vestiges du caractère défensif du monastère.

## Les vestiges du monastère
Les restes du prieuré sont attenants au sud de l'église. Les bâtiments ont été remaniés au XVIIe siècle. Du prieuré il reste une partie des ailes ouest et sud. Ces murs présentent des caractéristiques du style roman, construits à base de pierres de grès jaune. Certaines ouvertures de style ogival semblent être des réminiscences de la construction du XIe siècle. Sur les hauteurs des murs se trouvent encore des vestiges de fortifications. Sur la façade sud, une tour d'escalier est encore présente et surmontée d'un pigeonnier.
Au sud du prieuré, en direction de la Colagne, se trouve la ferme et son domaine. Le bâtiment principal est constitué d'un logis du XVIIe siècle, des écuries, de la bergerie et d'une grange. Là aussi persistent des vestiges des fortifications.
Derniers restes du monastère, le logis du prieur a été restauré dans les années 1980. Il abrite la mairie de la commune de 1983 à 2010. Le logis a été bâti au XVe siècle, et a été remanié deux siècles plus tard. Lorsque les jésuites se sont installés au monastère, c'est ici qu'ils dispensaient leur enseignement religieux. Ce bâtiment de deux étages possède une tour d'angle, abritant un escalier à vis, et coiffé d'un toit en poivrière.

## Localisation
Le monastère est situé dans ce qui est désormais le cœur du village du Monastier, village qui s'est développé autour dudit monastère. Il appartient à la commune du Monastier-Pin-Moriès, regroupement de 3 communes, dans le département de la Lozère.
Lors de son édification, il était sur les domaines des barons de Peyre, qui détenaient notamment le château de Chirac, à six kilomètres au nord-ouest de là. Le monastère n'est pas au centre de la baronnie, mais plutôt à son sud. Il est situé sur la rive droite de la rivière de la Colagne, peu avant qu'elle ne se jette dans le Lot, au lieu-dit des Ajustons.

## Liste des prieurs
- ???? : Jean
- 1098 - 1118 : Hugues
- ???? : Guillaume d'Aurelle

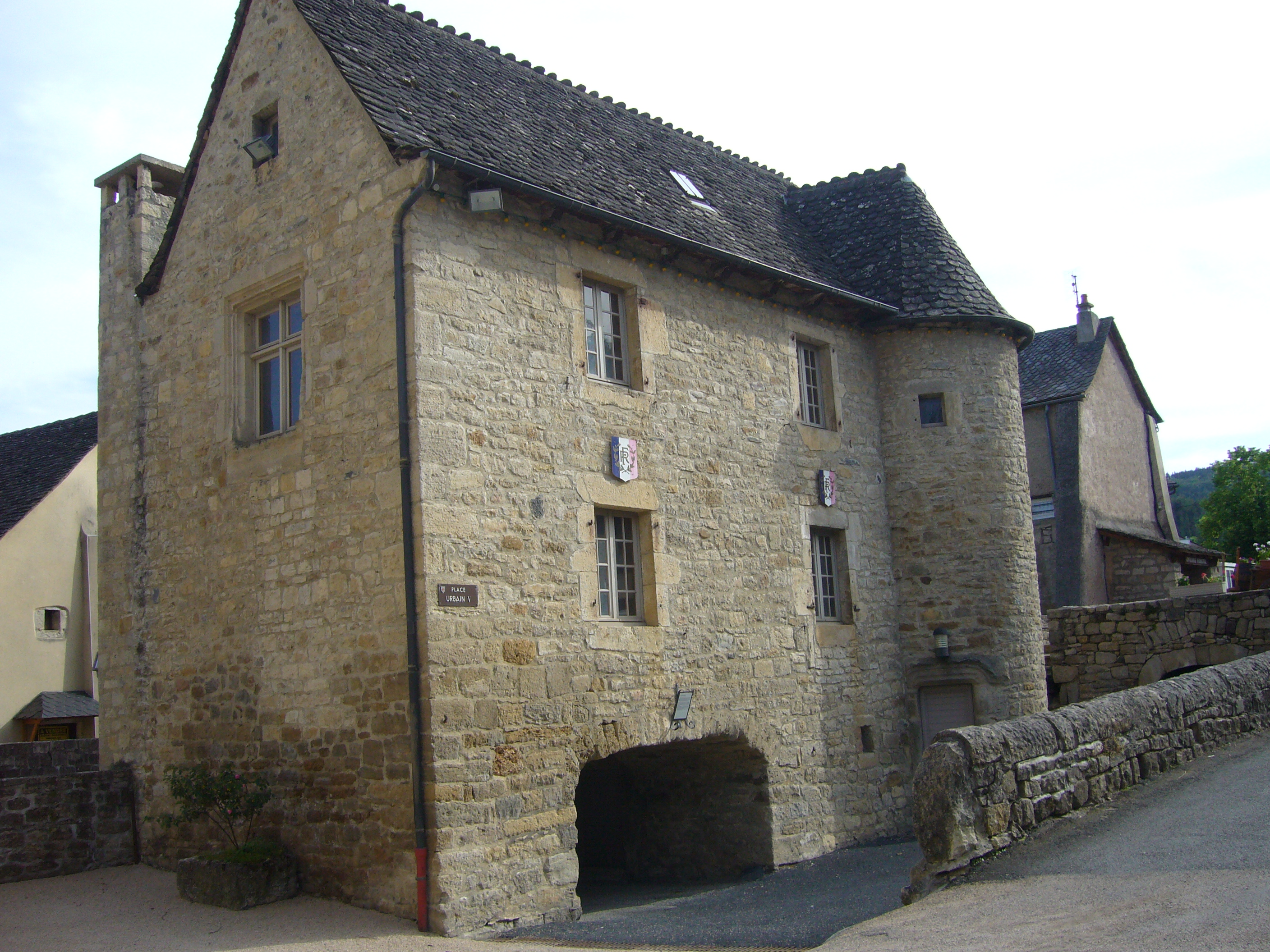
La maison du prieur, qui servit de mairie jusqu'en 2010.

- 1109 - 1117 : Raimond de Montrodat
- vers 1118 : Raymond de Blieux
- avant 1147 : Astorg[N 3]
- avant 1147 : André
- 1147 - ???? : Raimond de Pourrières
- 1155 : Bermond[N 3]
- 1208 - 1226 : Aldebert de Peyre[N 4]
- vers 1300 : Bompar Lordet
- vers 1330 : Anglic de Montferrand[N 5]
- vers 1369 : Bernard Fabri[N 6]
- ???? : Guillaume de l'Orme